# Mario Briceño Iragorry (municipalité)
Pour les articles homonymes, voir Briceño.
Mario Briceño Iragorry est l'une des 18 municipalités de l'État d'Aragua au Venezuela. Son chef-lieu est El Limón. En 2011, la population s'élève à 99 852 habitants.

## Étymologie
La municipalité est nommée en l'honneur de l'homme politique et écrivain vénézuélien Mario Briceño Iragorry (1897-1958).

## Géographie

### Subdivisions
La municipalité est divisée en deux paroisses civiles avec, chacune à sa tête, une capitale (entre parenthèses) :
- Mario Briceño Iragorry (El Limón);
- Caña de Azucar (Caña de Azucar).